# Pfarrkirche Mannswörth

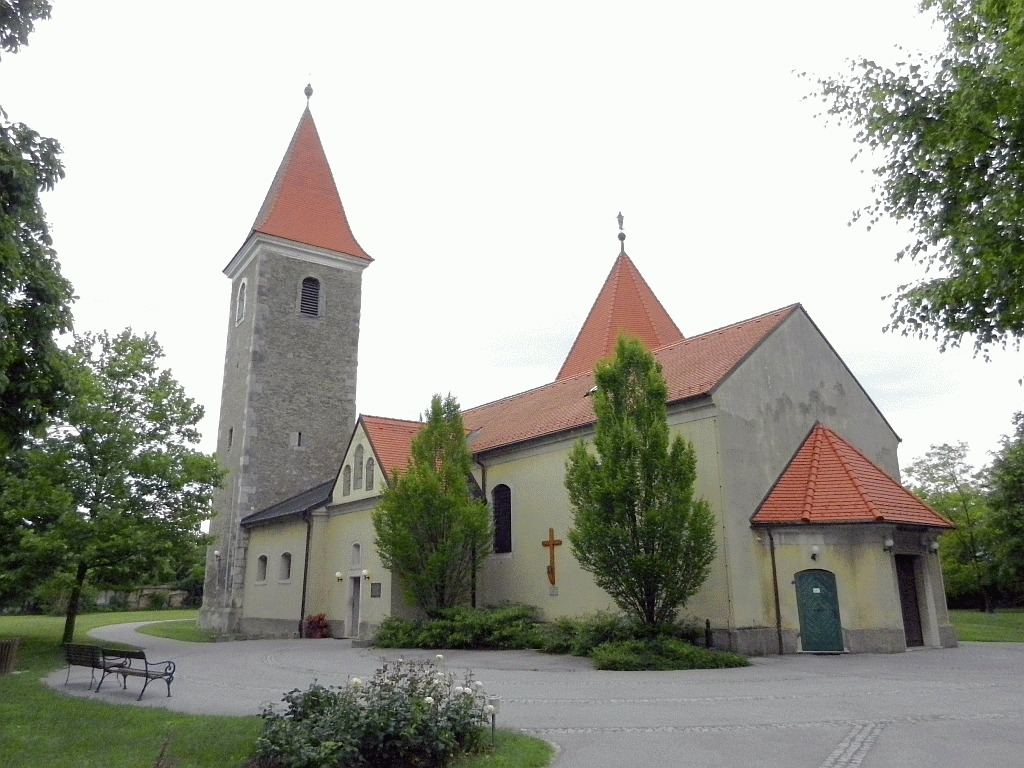
Katholische Pfarrkirche hl. Johannes der Täufer in Mannswörth

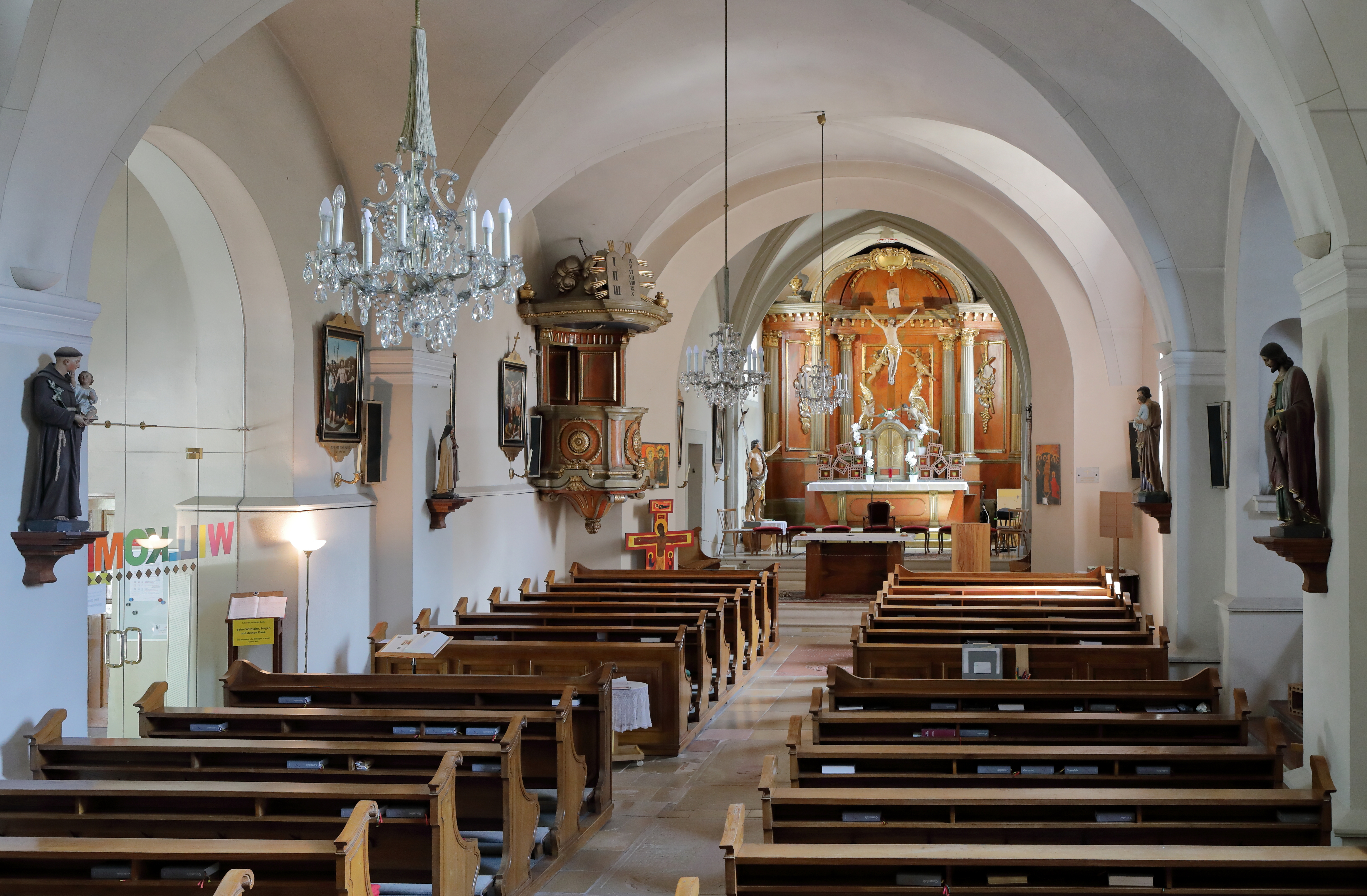
Langhaus, Blick zum Chor

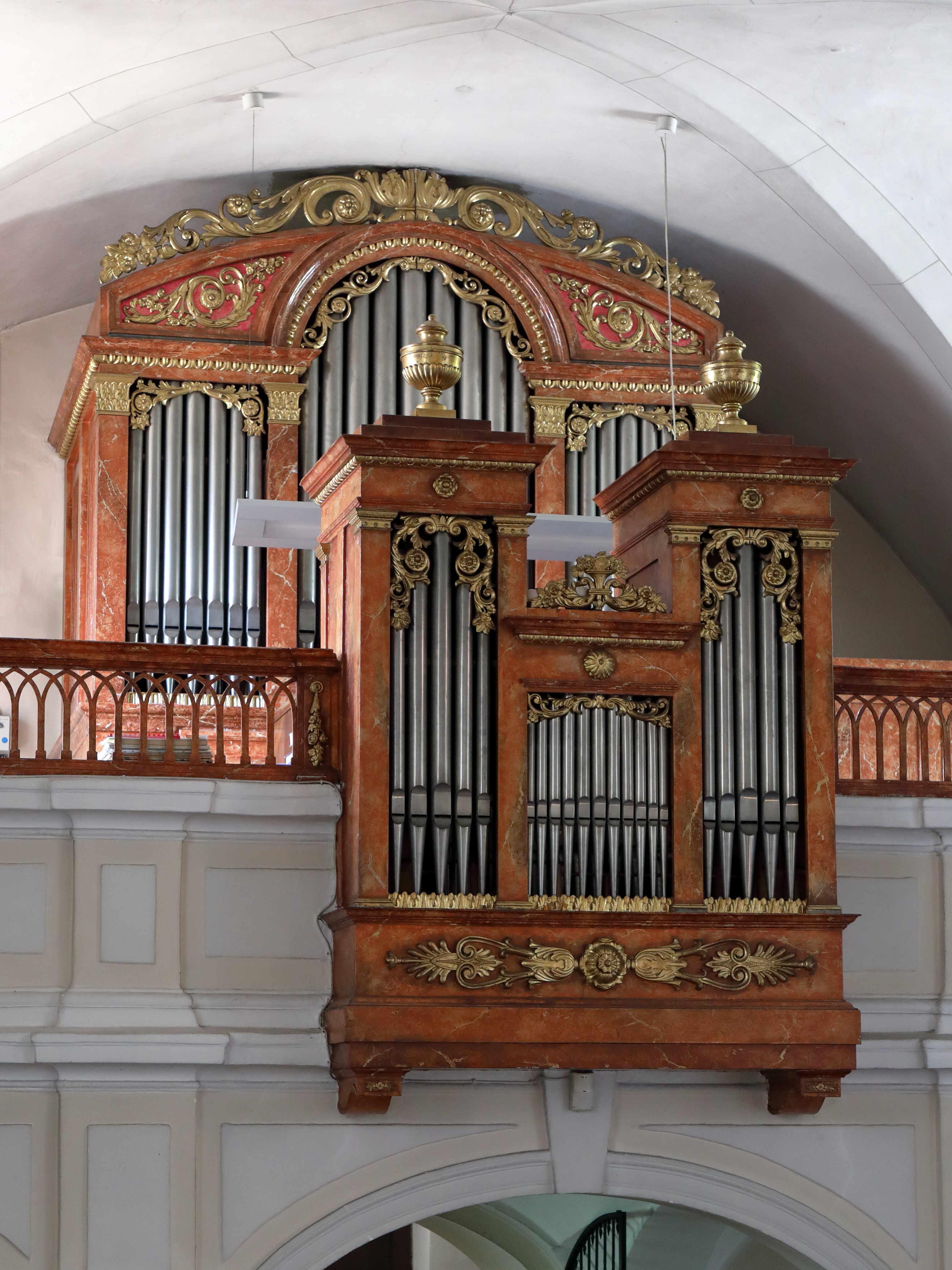
Langhaus, Blick zur Orgel

Die römisch-katholische Pfarrkirche Mannswörth steht am östlichen Ortsende von Mannswörth in der Stadtgemeinde Schwechat im Bezirk Bruck an der Leitha in Niederösterreich. Die dem Patrozinium des Heiligen Johannes des Täufers unterstellte Pfarrkirche gehört zum Dekanat Schwechat in der Erzdiözese Wien. Die Kirche steht unter Denkmalschutz (Listeneintrag).

## Geschichte
Von 1147 bis 1726 war die Pfarre beim Bistum Passau, sie erstreckte sich anfangs über Schwechat, Himberg, Schwadorf, Wienerherberg, Rauchenwarth und Ebergassing. Restaurierungen erfolgten 1962 und 1998.
Die angebaute Marienkapelle (heute Taufkapelle) stifteten Freiherr Ludwig de la Borde und Johann Rascher von Weyeregg 1662. Die Kapelle wurde 1971 außen und 1998 innen restauriert.

## Architektur
Der Kirchenbau steht in einem weitläufigen Kirchhof mit einer zumindest in Teilen erhaltenen romanischen Umfassungsmauer, das südliche und westliche Mauerwerk ist aus der ersten Hälfte des 13. Jahrhunderts. In der Südostecke steht der Pfarrhof.
An das langgezogene barockisierte Langhaus schließt ein etwas eingezogener, kastenförmiger, gotischer Rechteckchor an, im nördlichen Chorwinkel steht der Turm. Am Langhaus steht südlich eine turmförmige achteckige Marienkapelle von 1662. Im Norden stehen Anbauten von 1654 bis 1662.
Das Langhaus und der Chor zeigen schlichte Fronten unter einem niedrigen Satteldach, unter dem Putz befinden sich teils romanische Quader und Fenster sowie ein Römerstein. Es gibt Segmentbogen- und Rechteckfenster mit Steckgittern, der Westportalvorbau trägt die Inschrift 1662. Der leicht eingezogene Chor hat im Osten einen Oculus. Der fünfgeschoßige quadratische Nordturm als Wehrturm steht im Gemeindeeigentum, er hat Mauern aus Bruchstein aus dem Anfang des 14. Jahrhunderts, einen hohen Schrägsockel, Ortsteinquaderung, gefaste Schlitzscharten und barock vergrößerte Schallfenster, er trägt einen Pyramidenhelm mit einem Knaufkreuz. Im Norden gibt es einen giebelständigen Kapellenanbau von 1654, 1759 umgebaut; im Giebel befinden sich drei Nischenstatuen Maria, Sebastian und Rochus um 1654. Östlich anschließend steht eine Heiliggrabkapelle um 1700. Südlich am Chor steht ein zweigeschoßiger Sakristeianbau unter einem Walmdach.
Die Taufkapelle (ursprünglich Marienkapelle) steht südlich mittig am Langhaus, der hohe Zentralbau, achteckig – sieben von acht Seiten stehen frei – hat über einem Quadersockel eine kräftige Pilastergliederung verkröpft im Gebälk und allseitig je ein rechteckiges Blendfeld unter einem Rundbogenfenster, die Kapelle trägt ein steiles Pyramidendach, von einer originalen Blechschnittfigur Maria Immaculata bekrönt.
Das Kircheninnere zeigt ein vierjochiges Langhaus mit frühbarocken Kreuzgratgewölben auf Wandvorlagen mit Kämpfergesimsen um 1660, das Langhaus ist mit Rundarkaden zu den Kapellen im Norden und Süden geöffnet. Die dreiachsige platzlunterwölbte Westempore entstand um 1759. Der ursprünglich romanische rundbogige Triumphboden ist diademförmig verändert. Der zweijochige gotische Chor hat ein Kreuzrippengewölbe aus dem Anfang des 14. Jahrhunderts mit gebündelten Keil-Wanddiensten, ohne Kapitelle anlaufende, die Kehlung/Bauchung der Dienste aufnehmende Rippen, flach reliefierte Einzelblätter auf Schlusssteinen in Wirbel und Achtstrahl. Das Turmerdgeschoß und die Heiliggrabkapelle haben Tonnengewölbe. In der Nordwand der Sakristei befindet sich ein 1998 freigelegtes gefastes Rundbogenportal. Am Dachboden der Nordwand befindet sich romanisches Bruchsteinmauerwerk mit Fugen, Kellenstrich und Fenster, in der Nordwestecke ein Ortsteinquader.
Die Taufkapelle zeigt innen einen hohen Achteckraum, mit Pilastern, profilierten Kämpfern und Blendarkaden gegliedert, das Gewölbe hat Stichkappen zwischen breiten Bandgurten.

## Ausstattung
Die Glasmalerei umfasst 11 ornamentale Fenster aus 1954 und 1998 restauriert.

## Einrichtung
Der Hochaltar als spätbarockes-frühklassizistisches Tempietto um 1760 zeigt eine dreiachsige Kolonnade mit einem querovalen Innenraum, in der Mitte durch eine Halbkuppel wie abgeschnitten. Der Altartisch trägt einen Tempietto-Tabernakel und darüber eine große plastische Gruppe von Engelsstatuen adorierend um ein Kruzifix, hier seit 1962.
Der Seitenaltar in der nördlichen Kapelle als flächiges spätbarockes Retabel aus dem dritten Viertel des 18. Jahrhunderts hat Säulengruppen mit Giebelaufsatz und trägt anstelle des ehemaligen Altarbildes eine Statue Herz Jesu von 1905. Die Kanzel entstand in der ersten Hälfte des 19. Jahrhunderts.
Im Chor befindet sich ein ehemaliges Hochaltarblatt Taufe Christi von Rudolf Hausleithner 1858. Die Kreuzwegbilder entstanden 1836.
Die Orgel baute Franz Ullmann 1845. Eine Glocke goss Leopold Halil 1710.

## Grabdenkmäler
Innen
- Eine romanische Hügelkreuzgrabplatte um 1200/1220 wurde 1998 gefunden.
- Es gibt eine Grabplatte mit einem Wappenrelief zu Pfarrer Morch 1678.